# Uraecha perplexa
Uraecha perplexa là một loài bọ cánh cứng trong họ Cerambycidae.